# Pneumodermopsis pupula
Pneumodermopsis pupula är en snäckart som beskrevs av Pruvot-fol 1926. Pneumodermopsis pupula ingår i släktet Pneumodermopsis och familjen Pneumodermatidae. Inga underarter finns listade i Catalogue of Life.